# Bobrowniki (powiat ostrzeszowski)
Bobrowniki – wieś w Polsce, położona w województwie wielkopolskim, na ziemi wieluńskiej, w powiecie ostrzeszowskim, w gminie Grabów nad Prosną.
| SIMC    | Nazwa   | Rodzaj    |
| ------- | ------- | --------- |
| 0198605 | Bieliny | część wsi |
| 0198611 | Hanobry | część wsi |
| 0198628 | Kolebki | część wsi |

Powierzchnia wsi wynosi 1092 ha, z czego 978 ha to użytki rolne, 106 ha to lasy, a reszta nieużytki. Północną i wschodnią granicę stanowi Prosna.
W latach 1954–1959 wieś należała i była siedzibą władz gromady Bobrowniki, po jej zniesieniu w gromadzie Grabów nad Prosną. W latach 1975–1998 miejscowość administracyjnie należała do województwa kaliskiego.